# Arsenio di Alessandria
Arsenio (X secolo – 1010), è stato papa e patriarca greco-ortodosso di Alessandria e di tutta l'Africa tra il 1000 e il 1010.
Fu nominato patriarca dal califfo dell'Egitto, suo cognato Aziz o suo nipote Al Hakim, detto "il Nerone d'Egitto" per le persecuzioni che compì ai danni della comunità cristiana. Era fratello di Oreste ovvero Geremia, anch'egli elevato al Patriarcato di Gerusalemme dal califfo e che sostituì come vicario durante la sua assenza dalla sede. Sarebbe stato ucciso in segreto nel 1010.